# Teoría del segundo mejor
La teoría del segundo mejor, teoría del segundo óptimo o teorema de la segunda opción (Theory of the Second Best en inglés) es uno de los teoremas económicos más importantes avanzados en la segunda mitad del siglo XX. El teorema fue introducido formalmente por Richard Lipsey y Kelvin Lancaster en su The General Theory of the Second Best en 1956.

"El teorema establece que si una de las condiciones necesarias para lograr un óptimo de Pareto no es obtenible, las otras, a pesar de ser teóricamente posibles, dejan de ser deseables. En otras palabras, si una de las condiciones para lograr el óptimo de Pareto no es lograble, sólo es posible conseguir un óptimo abandonando las otras condiciones. El óptimo así logrado puede ser llamado el Segundo Mejor porque se logra sujeto a un constreñimiento que, por definición, previene el logro de un óptimo de Pareto."
(Lipsey y Lancaster, op. cit)

Alternativamente, se ha sugerido que “En breve, esta teoría establece, sobre las bases de un argumento matemático, que en una situación concreta caracterizada por cualquier desviación del óptimo perfecto, medidas parciales que eliminan solo algunas de esas desviaciones del arreglo óptimo pueden resultar en una disminución neta del bienestar social” (nótese que esto no implica que la aproximación a las reformas no deba ser parte por parte o paulatina. “Propondría, en su lugar, que uno debe evitar aproximaciones poco a poco a mejoras que no han sido avaladas por un análisis cuidadoso y el uso extensivo del sentido común. Se podría esperar plausiblemente que muchas políticas produzcan una mejora a pesar de que las cosas en otras partes no estén organizadas óptimamente").
O, en las palabras de Robert J. Bloomfield (profesor de economía y administración en la Universidad de Cornell) el teorema "prohíbe" interpretaciones y/o propuestas simplistas: "La teoría general del segundo mejor dice lo siguiente: si usted tiene varias imperfecciones en el mercado, eliminar sólo una de ellos no mejora necesariamente la eficiencia asignativa. Ahora bien, la teoría no es muy popular, a pesar de que es ampliamente reconocida como verdadera, porque no permite argumentos simples. Una regulación que se ocupa de un problema evidente, como la contaminación, no es necesariamente positiva, porque podría tener consecuencias no intencionales que sean peores que el problema que se está tratando de arreglar. De la misma manera, la eliminación de una regulación que obstaculice la libertad no es necesariamente positiva, ya que puede ser esencial para contrarrestar otra imperfección, conduciendo a un resultado peor con menos libertad"

## Argumento
Está generalmente aceptado que un sistema en equilibrio económico y que posea ciertas características (por ejemplo: competencia perfecta, etc) logrará una situación óptima de acuerdo a Pareto (ver Primer teorema fundamental de la economía del bienestar).
Sin embargo un problema se hace presente cuando consideramos cuál sería la mejor estrategia si alguna de esas características o condiciones no está presente. Intuitivamente parece obvio que la solución sería forzar o implementar esa condición. Por ejemplo, si en una sociedad hay organizaciones o instituciones que impiden la libre competencia (tales como sindicatos, asociaciones de productores, etc) estas pueden ser prohibidas. Sin embargo, tal prohibición puede llevar a otros problemas: si los productores no pueden asociarse, existirá una proliferación de productores independientes, todos tratando de producir el máximo a fin de ganar el máximo. Esto lleva fácilmente a crisis económicas y consecuente derroche, lo que está lejos de ser estable o eficiente.
Se podría plantear prohibir únicamente asociaciones de trabajadores y consumidores. Pero si los productores pueden asociarse y los trabajadores y consumidores no, esto llevará a problemas de asimetría de información, que a su vez también impiden el logro de un óptimo de Pareto.
Esto implica que en ocasiones haya que aceptar que algunos fallos en lograr las condiciones óptimas existen para prevenir otros problemas potencialmente peores. Es también posible que tratar de corregir una falla producirá consecuencias imprevistas, lo que nuevamente dificultará la obtención del óptimo.
Consecuentemente podría ser el caso que, al remover una distorsión del mercado, el efecto sea la expresión completa de otras distorsiones o fallas o incluso que se generen nuevos fallos de mercado antes inexistentes.
Nótese que, adicionalmente, tentativas de eliminar todas las desviaciones o fallas no son viables: requerirían no sólo que se tuviera un conocimiento perfecto de la totalidad del sistema económico sino que además conocimiento acerca de la totalidad de los efectos de cada uno de los elementos del mismo sobre todos los otros: es posible que alguna falla no solo evite la expresión parcial de otra, pero la prevenga u oculte en su totalidad.
El teorema general del segundo mejor demuestra formalmente lo anterior.

## Ejemplo
El ejemplo más frecuentemente citado envuelve la consideración de una empresa monopolística cuyas actividades envuelven la producción de externalidades negativas (por ejemplo: contaminación).
Tentativas de resolver el problema pueden dar lugar a la imposición de medidas gubernamentales de control de la contaminación (lo que nos aleja de las condiciones del mercado libre y por ende del óptimo de Pareto). Eliminación del monopolio, pero eso nos lleva varias o muchas empresas compitiendo en el mismo mercado. Esas empresas buscaran aumentar producción y reducir costos y precios. Pero esto aumenta la polución y aumenta el derroche, lo que también nos aleja del óptimo. O dejar el monopolio tal como esta, pero un monopolio distorsiona el mercado dado que no produce al punto de equilibrio determinado por la oferta y demanda sino que fija sus precios al punto que maximiza su ganancia (ver, por ejemplo: Índice de Lerner), lo que nuevamente nos aleja del óptimo de Pareto.
Dado que ninguna de las opciones nos lleva directamente a obtener un resultado óptimo de acuerdo a Pareto, parecería sensato considerar otras opciones, resultados que no serán óptimos de acuerdo al criterio de Pareto, pero satisfacen otras condiciones. Podría, por ejemplo, ser el caso que competencia sea socialmente más valioso que la salud de los miembros de la sociedad. O podría ser que reducir la polución y proteger esa salud sea considerado más importante. etc. Cualquiera sea escogida, no será la óptima en el sentido de Pareto, será la segunda mejor.

## Interpretación
A nivel macroeconómico, la interpretación más general o común del teorema es que, asumiendo que la economía se encuentre en una situación no óptima, la modificación de un parámetro o elemento económico puede llevar a la economía tanto a una situación peor como a una situación mejor, sin saberse de antemano en que dirección va a ser el cambio. Esto, porque puede ser el caso que la distorsión que se elimina este compensando los efectos negativos de otro elemento. Si el cambio lleva en una dirección peor, es decir, si la aleja de la segunda mejor situación, independientemente de la magnitud del cambio en el parámetro mismo, el bienestar habrá empeorado. Pero si va en la dirección de la segunda mejor situación, ese mismo cambio (u otro con o subsecuente) puede volver a alejarla de ella. Cuando se han abandonado las condiciones de optimización, los cambios en un sistema económico no puede caracterizarse ni como mejores ni como peores sin un estudio más detallado de la situación.
Esa es conocida como interpretación moderada y resumida de la siguiente manera: "No podemos usar la teoría económica no-críticamente para concluir que una reforma particular, por ejemplo, la liberalización del comercio, necesariamente mejora la eficiencia"
Sin embargo el teorema es combinado por algunos con algunas propuestas de John Forbes Nash (ver Equilibrio de Nash) para extraer la interpretación pesimista: "Si combináramos los descubrimientos de Nash, Lipsey y Lancaster, lo que obtendríamos es que no puede establecerse a ciencia cierta, y de antemano, qué resulta mejor para un determinado país, sino que ello dependerá de una gran cantidad de variables. Por lo tanto, toda universalización de recomendaciones económicas es incorrecta. No se puede dar el mismo consejo económico -privatizar, desregular, eliminar el déficit fiscal- para todo país y en todo momento. Sin embargo, esto es lo que precisamente se ha venido haciendo cada vez con más intensidad, sobre todo desde los años '90, cuando al ritmo de la globalización, se han encontrado recetas que se han enseñado como universales, como verdades reveladas, que todo país debe siempre aplicar".
Esa aproximación puede verse como atacando las bases de la " economía ortodoxa" o neoclásica
Sin embargo algunos proveen una interpretación alternativa más bien sui generis: “El teorema del segundo mejor” afirma que la ausencia de intervención estatal en un mercado particular o en un grupo de mercados no garantiza un resultado favorable para la sociedad en su conjunto cuando, al mismo tiempo, no se corrigen o eliminan imperfecciones o regulaciones en otros mercados. En otras palabras, introducir reformas de libre mercado en algunas áreas, pero no en otras, no es necesariamente mejor que mantener un moderado nivel de intervención estatal en todos los mercados.".
Algunos buscan apoyar esa interpretación sui generis introduciendo una diferencia entre "distorsiones naturales" del mercado y "distorsiones artificiales" — aquellas que se originan en la acción gubernamental e introducidas con el propósito de corregir las naturales — argumentando, en esencia, que acerca de las naturales poco o nada se puede hacer, pero las artificiales se deben eliminar, porque su única justificación sería " si las distorsiones estatales fuesen compensatorias de las naturales. Pero los políticos no disponen de información suficiente para distorsionar eficientemente. Repito, no se puede medir ni la distorsión natural ni el tamaño necesario de la distorsión artificial.". Sin embargo esta pretendida diferenciación está abierta a problemas de inconsistencia: no es claro por qué una distorsión estatal (ley) que proteja la propiedad privada física sería natural pero la que protege la propiedad intelectual (patentes) no. O por qué sería natural que parte de los costos de producción de cualquier bien deben ser compartidos por la sociedad en general (en la forma de los efectos de externalidades) pero no la totalidad de los mismos costos, o por qué no sería entonces natural que por lo menos una parte de las ganancias de ese proceso fueran comunes (dado que los impuestos aparentemente son una distorsión artificial). Aún más, si de hecho no se pueden medir o estimar los efectos de las distorsiones, es difícil ver cómo se puede alegar que ciertas distorsiones (la artificiales) tienen efectos negativos (o de cualquier otro tipo) sobre las naturales.

## Aplicaciones
El teorema del segundo mejor tiene numerosas aplicaciones, especialmente en la economía del desarrollo y la economía del bienestar, pero también en la teoría del comercio internacional, estudios del empleo, estudios acerca de bienes públicos, estudios de fallos económicos y análisis microeconómicos en general etc.
Desde este punto de vista se sugiere que si fuera el caso que una economía poseyera competencia perfecta, sin imperfecciones o distorsiones del mercado, sin externalidades en la producción o el consumo, y sin bienes públicos. Una economía en la que todos los recursos fueran de propiedad privada, donde los participantes maximicen su propio beneficio o bienestar, las empresas maximicen sus ganancias y los consumidores maximicen su utilidad, todo eso siempre en la presencia de información perfecta. Una economía en que los mercados siempre se vacíen y en los que no hay costos de ajuste ni desempleo de los recursos, sería racional y efectivo practicar el laissez faire.
Pero ese no es generalmente el caso en la realidad. Sucede que la mayoría de las economías sobre las cuales tanto los políticos como los economistas y otros especialistas tienen que actuar están en una situación que dista del desideratum.
La aproximación general en la actualidad a esa problemática envuelve una mezcla de la teoría del segundo mejor con el teorema de la información asimétrica y la Condición de Samuelson. De acuerdo a esta interpretación es solo bajo circunstancias excepcionales y/o teóricas que los mercados libres son eficientes, lo que requiere la intervención de un actor que corrija y adecue los mecanismos del mercado (generalmente pero no siempre el Estado). Es decir, alguna forma de lo que se conoce como economía mixta, específicamente, el sistema de Planificación indicativa.
Desde este punto de vista se sugiere que la teoría del segundo mejor proporciona la base teórica para explicar muchas de las razones por las que ha sido demostrado que la política de planificación indicativa incrementa el bienestar en un sistema económico. En la mayoría (si no todos) de los casos en los que se ha utilizado esa política para fomentar desarrollo, la economía está o estaba en una situación que puede ser caracterizado como el segundo mejor. Esas surgen cada vez que el mercado tiene distorsiones o imperfecciones reales. En estos casos, es relativamente sencillo concebir una política económica o industrial que corrija la distorsión o imperfección lo suficiente como para compensar los efectos negativos de la política misma. En otras palabras, siempre que haya distorsiones de la economía real es teórica o conceptualmente posible diseñar una política que si bien no remediara totalmente la situación, eliminado todos los problemas, mejorara el bienestar nacional. Como tal, la teoría de los "segundos mejores" proporciona una base para una aproximación flexible y realista a la solución de los problemas en muchas áreas en una economía.